# Двор
Двор је израз који означава домаћинство, тј. породицу, слуге и чланове свите неког монарха или племића. Кроз историју се на дворовима развила сложена хијерархија међу члановима, односно протокол, а дворови су служили као средиште државне управе. Дворови су обично имали сједишта у зградама које су се величином, раскошћу или на неки други начин разликовале од осталих, обичних зграда, па такве зграде представљају синоним са изразом „двор” (види: дворац).